# کونگسکیه گوره
کونگسکیه گوره (به لهستانی:  Końskie Góry) یک روستا در لهستان است که در گمینا میلنگک واقع شده‌است.